# Паттон, Джордж Смит (полковник)
Джордж Паттон-старший (англ. George Patton Sr.; 26 июня 1833 — 25 сентября 1864) — американский военный, выпускник Вирджинского военного института, полковник армии Конфедерации во время Гражданской войны в США. Дед генерала Второй мировой войны Джорджа С. Паттона, прадед генерал-майора Джорджа Паттона IV, умершего в 2004 году.

## Ранние годы
Джордж Смит Паттон родился 26 июня 1833 года в Фредериксберге, штат Вирджиния, и вырос в Ричмонде. Он был сыном политика Джона Мерсера Паттона. Джордж окончил Вирджинский военный институт, после окончания учебы он изучал право и практиковался в Чарльстоне, штат Вирджиния (ныне Западная Вирджиния ). В 1855 году он женился на Сьюзан Торнтон Гласселл.

## Участие в гражданской войне и гибель
Во время начала гражданской войны в США, он служил в 22-м Вирджинском пехотном полку Конфедеративных Штатов Америки, пройдя путь от капитана до командира полка. В звании подполковника он был ранен в плечо в битве при Скэри-Крик на территории современной Западной Вирджинии 17 июля  1861 года. Он вернулся в армию, но снова был ранен 10 мая 1862 года у Джилс-Кортхауз, на этот раз ранение пришлось в желудок. В битве при Опеквоне, также известной как Третья битва при Винчестере, он был смертельно ранен и скончался 25 сентября 1864 года. Похоронен на кладбище Стоунволл в Винчестере.  Конгресс Конфедерации повысил полковника Паттона до бригадного генерала; однако в то время он уже скончался от боевых ран, поэтому это повышение никогда не было принято официально.
У него было несколько братьев, которые также сражались на стороне Конфедерации, и один из них, подполковник Уоллер Т. Паттон, тоже выпускник Вирджинского военного института, был смертельно ранен при Геттисберге 3 июля 1863 года.

## Наследие
Паттон оставил после себя сына Джорджа Уильяма Паттона, одного из четырех детей, который родился в 1856 году в Чарльстоне, штат Вирджиния (ныне Западная Вирджиния). В честь своего покойного отца Джордж Уильям Паттон изменил свое имя на Джорджа С. Паттона в 1868 году. Окончив Военный институт Вирджинии в 1877 году, Паттон во втором поколении служил окружным прокурором округа Лос-Анджелес, штат Калифорния, и первым городским прокурором города Пасадена, штат Калифорния, а также первым мэром Сан-Марино, штат Калифорния . Он был демократом и сторонником Вудро Вильсона.
Его дом теперь называется домом Крейка-Паттона отчасти в его честь.
Внуком Паттона был знаменитый генерал времен Второй мировой войны Джордж С. Паттон, прозвище «Старая кровь и кишки».